# 6ª Sezione SVA
La 6ª Sezione SVA del Servizio Aeronautico del Regio Esercito dal maggio del 1918 vola con aerei Ansaldo S.V.A..

## Storia
Nel maggio del 1918 su Ansaldo S.V.A. monoposto 3 bis, 4 e 5 a Castenedolo (poi Aeroporto di Brescia-Montichiari) nasce la 6ª Sezione SVA inquadrata nel IX Gruppo (poi 9º Gruppo Caccia) comandata dal Capitano Nicola Straziota che dispone di altri 7 piloti.
Il 1º luglio dispone di 2 SVA 4, uno SVA 6 ed uno SVA 3 bis ed in seguito il biposto.
Il 13 luglio il Sergente Nicola Bo rivendica una vittoria sulla Cima Presanella ed in estate il comando passa al Tenente Guglielmo Haass.
Il 10 agosto Bo rivendica una vittoria a Capo di Ponte e l'11 agosto il Ten. Giuseppe Crivelli una vittoria su Ceto.
Il 13 agosto bombardano la stazione di Malé ed il 14 agosto Fucine d'Ossana.
L'8 novembre diventa 59ª Squadriglia e viene creata un'altra 6ª Sezione che nel marzo 1919 entra nella 118ª Squadriglia.